# Kan’ei Uechi
Kan’ei Uechi (japanisch 上地完英; * 26. Juni 1911; † 23. Februar 1991) war ein japanischer Kampfkünstler.
Er war der Sohn von Kanbun Uechi, dem Begründer des Karatestils Uechi Ryū. In seinem Hombu Dōjō nahe der Stadt Ginowan (Okinawa) unterrichtete er das Uechi Ryū Karate bis zu seinem Tode.
Die drei ursprünglich gelernten Kata Sanchin, Seisan und Sanseru ergänzte er um die fünf weiteren Kata Kanshiwa, Kanshu, Kanchin, Seichin und Seiryu. Außerdem fügte er dem System noch Junbi Undo, Hojo Undo und Yakosoku Kumites and Bunkais bei.
1930 hatte Kanei Uechi unter der Führung seines Vaters in Japan zu lehren begonnen. Er trainierte 10 Jahre, dann eröffnete er seine eigene Schule in Osaka, die er zwei Jahre lang leitete. Er kehrte dann nach Okinawa zurück, heiratete, und siedelte sich kurzzeitig als Landwirt in Nago an. Ryuko Tomoyose, der Sohn von Ryuyu Tomoyose, lebte damals in Futenma (Okinawa), als er von seinem Vater erfuhr, dass Kanei auf Okinawa sei. Ryuko fand Kanei und überzeugte ihn davon, zu unterrichten. Ryuko und eine Gruppe von Karateschülern bauten daraufhin ein Dōjō für Kanei und holten ihn als Lehrer nach Futenma.